# Liste der Kulturdenkmäler in Niederahr
In der Liste der Kulturdenkmäler in Niederahr sind alle Kulturdenkmäler der rheinland-pfälzischen Ortsgemeinde Niederahr aufgeführt. Grundlage ist die Denkmalliste des Landes Rheinland-Pfalz (Stand: 21. Dezember 2021).

## Einzeldenkmäler
| Bezeichnung | Lage                | Baujahr | Beschreibung                              | Bild            |
| ----------- | ------------------- | ------- | ----------------------------------------- | --------------- |
| Wohnhaus    | Hauptstraße 20 Lage |         | verputztes Fachwerkhaus, teilweise massiv | Fotos hochladen |